# Machairima papua
Machairima papua es una especie de mantis de la familia Iridopterygidae. Es la única especie del género Machairima.

## Distribución geográfica
Se encuentra en Nueva Guinea.